# Pseudoschmidtia sakalava
Pseudoschmidtia sakalava is een rechtvleugelig insect uit de familie Euschmidtiidae. De wetenschappelijke naam van deze soort is voor het eerst geldig gepubliceerd in 1903 door Saussure.